# 하녀의 고백
"하녀의 고백"은 한국에서 제작된 심우섭 감독의 1963년 영화이다. 도금봉 등이 주연으로 출연하였고 강대진 등이 제작에 참여하였다.

## 출연

### 주연
- 도금봉
- 이예춘
- 이경희

## 기타
- 조명: 강용신
- 미술: 홍성칠